# Leistungsmeldung
Leistungs- bzw. Rückmeldungen dienen der laufenden, differentiellen Erfassung des Produktionsfortschritts (Stückmeldung) sowie der geleisteten Arbeitszeiten zu einem Fertigungsauftrag (Stundenmeldung) in Industriebetrieben und auf Baustellen. Die Stundenmeldung bezieht sich auf geleistete Arbeitsstunden, die dem Arbeitsvorgang direkt zurechenbar sind.
Inkrementelle Erfassung wird durch Fertigmeldungen oder mit nachfolgender Summation der Stückmeldungen erreicht. Bei der Stückmeldung wird die absolute Anzahl an Gutteilen und Ausschussteilen eines Arbeitsgangs erfasst.